# Ячевський Артур Артурович
Ячевський Артур Артурович (23 січня 1863 — 12 лютого 1932) — міколог, ботанік та фітопатолог. Член-кореспондент Академії наук СРСР.

## Біографія
Артур Ячевський народився в селі Рильково Смоленської губернії. Закінчив Лозанський та Бернський університети у Швейцарії. Ще 26-річним студентом, він зайнявся ботанікою, особливо до нижчими рослинами, зокрема грибами.
Повернувшись на батьківщину у 1894, А. А. Ячевський вивчає мікофлору Росії. Він звернув увагу на те, що грибні паразити завдають значну шкоду завдають сільському господарству. Як наслідок цього у 1894 була створена перша в Росії державна установа з фітопатології — Бюро з прикладної ботаніки при Вченому комітеті міністерства землеробства. Через те, що Бюро не мало лабораторій і штатів, воно обмежувалась відповідями на запити відносно хвороб рослин, що надходили з різних регіонів Росії. У 1901 утворена лабораторія, що отримала назву Центральної фітопатологічної станції, першим завідувачем якої з самого початку її заснування і до кінця 1905 був А. А. Ячевський.
За ініціативою А. А. Ячевського у 1907 при Вченому комітеті Головного управління землеустрою та землеробства було створено Бюро з мікології та фітопатології (виділене з Бюро з прикладної ботаніки). Бюро налагоджувало зв'язків з провінцією, збирало відомостей щодо хвороб рослин з усіх регіонів Росії, займалося виданням наукової та науково-популярної літератури з цієї тематики.
З 1909 читав лекції у вищих навчальних закладах Петербурга — на кафедрі мікології і фітопатології Стебутовського сільськогосподарського інституту, у Лісовому петербурзькому інституті, у Кам'яноострівському сільськогосподарському інституті. Після революції він брав активну участь в організації Інституту прикладної зоології та фітопатології, де потім займав посаду декана фітопатологічного відділу.

## Наукова діяльність
Під час навчання у Швейцарії А. А. Ячевський отримав премію Швейцарського товариства дослідників природи за монографію, присвячену піреноміцетам Швейцарії, а за «Нариси мікології», видані французькою мовою — срібну медаль на конкурсі в Мальгаузені.
Під роботи у Центральній фітопатологічній станції А. А. Ячевський розпочав вивчення маловідомих, але досить шкідливих грибних паразитів (зокрема Fusarium lini, Neocosmospora vasinfecta, Fusarium limonii), дію деяких засобів боротьби з ними (формаліну, лугових розчинів, тощо). Він видав серію популярних брошур (сажка хлібних злаків, іржа соняшника, грибні хвороби кукурудзи і т. ін.), монографічні дослідження («Грибные болезни картофеля», СПб., 1902; «Болезни и повреждения хлопчатника», СПб., 1903) і виготовив гербарій грибних хвороб культурних та дикоростучих корисних рослин у 7 випусках (СПб., 1900–1906).
Відділ фітопатології А. А. Ячевського у Бюро з мікології та фітопатології став основним закладом Росії з питань мікології та фітопатології, школою для багатьох спеціалістів у цих галузях.
А. А. Ячевський видав понад 500 наукових праць, серед яких чимало фундаментальних монографій, обсяг деяких із них доходить до 1000 сторінок. Йому належить двотомний визначник грибів (1913, 1917), який довгий час залишався єдиним російськомовним виданням цього напрямку. Згодом були надруковані його так звані кишенькові визначники «Определитель голосумчатых грибов» (1926) та «Определитель мучнисторосных грибов» (1927), які стали настільними книгами фітопатологів. У 1933 вийшов унікальний підручник А. А. Ячевського «Основы микологии», де вміщено детальну історію розвитку цієї науки.
А. А. Ячевський володів багатьма мовами, тому на Міжнародних конгресах робив доповіді на мові країни-організатора форуму. Він був редактором понад 10 російських та зарубіжних журналів, зокрема «Вестника садоводства» (з 1908), швейцарського журналу «La narcisse» (з 1908 р.) та ін.
А. А. Ячевський був консультантом багатьох науково-дослідних та виробничих установ з питань впливу грибів на різні процеси.
З 1905 — віце-президентом Російського товариства садоводів. Організував секцію мікології та фітопатології Російського ботанічного товариства, очолював її впродовж 12 років — до кінця свого життя. У 1923 був обраний членом-кореспондентом Академії наук СРСР.